# San Potito Ultra
San Potito Ultra község (comune) Olaszország Campania régiójában, Avellino megyében.

## Fekvése
A megye központi részén fekszik. Határai: Atripalda, Candida, Manocalzati, Parolise, Salza Irpina és Sorbo Serpico.

## Története
A települést valószínűleg a longobárd időkben alapították (7-8. század). Előbb Beneventóhoz tartozott, majd Candida része lett a 17. századig. Ezt követően különböző nemesi családok birtokolták. A 19. században nyerte el önállóságát, amikor a Nápolyi Királyságban felszámolták a feudalizmust.

## Népessége
A népesség számának alakulása:

## Főbb látnivalói
- Palazzo Amatucci
- Palazzo Maffei
- Sant’Antonio Abate-templom
- Madonna del Soccorso-templom